# 萨姆·豪瑟
萨姆·豪瑟（英語：Sam Houser，1971年11月3日—）是一名电子游戏制作人，毕业于英国倫敦大學、剑桥大学。他是Rockstar Games的联合创始人兼总裁，也是俠盜獵車手系列游戏的策劃人之一，自第三部以来一直是制作人。他负责将GTA带入3D时代，在全3D引擎下创造現代城市，并在电子游戏的第六世代背景下通過该系列賺取了巨额利润。

## 早年生活
萨姆·豪瑟于1971年11月出生于伦敦， 是女演员杰拉尔丁·莫法特和律师沃尔特·豪瑟的儿子。他的弟弟丹·豪瑟与他共同创立了Rockstar Games。他曾就读于伦敦圣保罗学校、伦敦大学和剑桥大学。他从小就从犯罪电影中汲取灵感，因为他的母亲经常出演这类电影。小时候，《亡命大煞星》曾短暂地激发他想成为一名银行劫匪。 他成长过程中最喜欢的游戏是《精英》和《挖金子》，前者让他在年轻时探索自己的“坏孩子”一面。

## 职业生涯
豪瑟于1990年加入贝塔斯曼音乐集团，在公司的邮件室工作。1994年，他被转到BMG新成立的互动娱乐部门。1996年，豪瑟成为BMG Interactive的开发主管。
在与音乐唱片公司的执行制作人共进午餐后，豪瑟被任命为BMG Interactive的视频制作人，因为这位执行制作人认为豪瑟有一些好点子。 在BMG与一家小型CD ROM公司合作后，豪瑟转到BMG的互动出版部门，以便更紧密地参与电子游戏的开发。
作为执行制作人，豪瑟与弟弟丹共同创作了《侠盗猎车手》系列的多款游戏。在《侠盗猎车手III》中，他的职责是“确保游戏在外观、声音、故事和感觉上都协调一致”。 
他对整个系列的描述是，第六代《侠盗猎车手》游戏构成了一个“三部曲，[呈现]我们对千禧年时期东海岸的扭曲看法（《侠盗猎车手III》），接着是我们对80年代迈阿密的重新诠释（《罪恶都市》），最后是我们对90年代早期加州的看法（《圣安地列斯》）”。
尽管豪瑟兄弟是《侠盗猎车手》这一有史以来最成功的电子游戏系列的创作者，但他们更倾向于避开媒体的聚光灯，而是将注意力集中在Rockstar Games品牌上，而不是让任何个人独享游戏成功的荣誉。 2009年，兄弟俩均入选《时代》杂志的2009年100位最具影响力人物名单。 
豪瑟还制作了《马克思·佩恩3》和《侠盗猎车手V》。
2014年，豪瑟入选互动艺术与科学学会名人堂。 
在2015年的电视电影《游戏改变者》中，他由丹尼尔·雷德克里夫饰演。

## 个人生活
豪瑟和妻子阿努奇卡在2005年之前结婚并育有子女。 豪瑟持有英国和美国双重国籍，后者于2007年获得。 他居住在纽约市布鲁克林区。 截至2016年，豪瑟和妻子是纽约豪瑟基金会公司的董事，与丹及其妻子克里斯蒂娜共同担任。

## 作品

### 执行制作人
- 《侠盗猎车手》 (1997)
- 《人体收割机》 (1998)
- 《Space Station Silicon Valley》 (1998)
- 《侠盗猎车手：伦敦1969》 (1999)
- 《侠盗猎车手：伦敦1961》 (1999)
- 《侠盗猎车手2》 (1999)
- 《侠盗猎车手III》 (2001)
- 《侠盗猎车手：罪恶都市》 (2002)
- 《侠盗猎魔》 (2003)
- 《侠盗猎车手：圣安地列斯》 (2004)
- 《侠盗猎车手：自由城故事》 (2005)
- 《战士帮》 (2005)
- 《侠盗猎车手：罪恶都市故事》 (2006)
- 《恶霸鲁尼》 (2006)
- 《侠盗猎魔2》 (2007)
- 《侠盗猎车手IV》 (2008)
- 《侠盗猎车手：失落与诅咒》 (2009)
- 《侠盗猎车手：夜生活之曲》 (2009)
- 《荒野大镖客：救赎》 (2010)
- 《黑色洛城》 (2011)
- 《马克思·佩恩3》 (2012)
- 《侠盗猎车手V》 (2013)
- 《荒野大镖客：救赎2》 (2018)
- 《侠盗猎车手VI》（2026）

### 配音演员
- 《侠盗猎车手III》 (2001) – AmmuNation店员
- 《侠盗猎车手：圣安地列斯》 (2004) – 黑帮成员（署名）
- 《侠盗猎车手IV》 (2008)

## 外部連結
- 萨姆·豪瑟在互联网电影资料库（IMDb）上的資料（英文）